# Djupsjön (Överlännäs socken, Ångermanland)
Djupsjön är en sjö i Sollefteå kommun och Örnsköldsviks kommun i Ångermanland och ingår i Ångermanälvens huvudavrinningsområde. Sjön har en area på 0,159 kvadratkilometer och ligger 216,4 meter över havet.

## Delavrinningsområde
Djupsjön ingår i det delavrinningsområde (702011-159069) som SMHI kallar för Mynnar i Björkån. Medelhöjden är 249 meter över havet och ytan är 15,3 kvadratkilometer. Räknas de 4 avrinningsområdena uppströms in blir den ackumulerade arean 26,84 kvadratkilometer. Brandsbäcken som avvattnar avrinningsområdet har biflödesordning 3, vilket innebär att vattnet flödar genom totalt 3 vattendrag innan det når havet efter 34 kilometer. Avrinningsområdet består mestadels av skog (75 procent). Avrinningsområdet har 0,16 kvadratkilometer vattenytor vilket ger det en sjöprocent på 1,1 procent.